# Marathon Cup 2: Ruiter Dakkapellen Marathon 2024
De Marathonschaatsen 2024/2025 Marathon Cup 2: Ruiter Dakkapellen Marathon was de tweede wedstrijd van het Marathonseizoen die op zaterdag 26 oktober 2024 plaatsvond op de De Meent in Alkmaar. Het al kleine topdivisiepeloton werd nog eens uitgekleed door concurrentie van de IJsselcup in Deventer.  
Bij de Top-divisie mannen had Bart Hoolwerf deze wedstrijd op zijn naam geschreven. Hoolwerf was in een mistig ijsstadion De Meent de snelste in de massasprint. Na 125 ronden konden de snelste mannen met elkaar de degens kruisen. Hoolwerf klopte op de streep cupwinnaar Harm Visser en Olympisch massastartkampioen Bart Swings. Nederlands kampioen Luc ter Haar eindigde net naast het podium. Homme Jan de Groot, winnaar van de eerste marathon, eindigde als twaalfde en behield het oranje leiderspak. Ten opzichte van de Top-divisie mannen, wist bij de vrouwen de winnaar van vorige week weer te winnen: Marijke Groenewoud na een wedstrijd die vooral gekenmerkt werd door het niveauverschil in het peloton de snelste van een kopgroep van acht met twee ronden voorsprong op het kleine peloton. Tessa Snoek en Sofia Schilder waren goed voor de tweede en derde plaats. Slecht vierendertig namen stonden er in Alkmaar op de startlijst. Nadat een eerste groep een ronde had gepakt ging al snel een groep met bijna dezelfde namen nog een keer rond. Uiteindelijk waren het acht rijdsters die zo twee ronden voorsprong pakten en nadat een viertal dat één ronde voorsprong achter hun naam had staan was afgesprint voor plek negen, ging dit achttal de winnares bepalen.  
De beloftenwedstrijd bij de mannen werd gewonnen door Bram Kras. Na 100 ronden rekende Kras in de sprint af met medevluchters Jelle Koeleman en Jochem Posthumus. Het drietal was in de finale ontsnapt uit een kopgroep van twaalf en kon sprinten om de zege. Joël Haasjes eindigde als vijfde en daardoor nam de Haasjes het oranje leiderspak over van plaatsgenoot Kevin van der Horst die in Alkmaar de slag miste. Nadat ze vorige week de openingswedstrijd al op haar naam had geschreven heeft Maaike Koelewijn ook de tweede wedstrijd gewonnen. Koelewijn was de snelste van het peloton nadat een solo-aanval van Judith Krabbenborg bij het luiden van de bel strandde. Krabbenborg was twaalf ronden voor de meet ontsnapt en leek lang kans te maken op de winst tot de sprinters vanuit het peloton de laatste versnelling plaatsten. Mayke Vriesinga snelde opnieuw naar de tweede plaats. Melissa Mooijman werd dit keer derde.

## Tijdschema
| Datum               | Tijd (CET) | Onderdeel           |
| ------------------- | ---------- | ------------------- |
| Zaterdag 26 oktober | 17:00      | Beloften mannen     |
| Zaterdag 26 oktober | 18:30      | Beloften vrouen     |
| Zaterdag 26 oktober | 19:30      | Top-divisie vrouwen |
| Zaterdag 26 oktober | 20:45      | Top-divisie mannen  |

## Podia
| Klasse              | Eerste             | Tweede          | Derde            |
| ------------------- | ------------------ | --------------- | ---------------- |
| Top-divisie mannen  | Bart Hoolwerf      | Harm Visser     | Bart Swings      |
| Top-divisie vrouwen | Marijke Groenewoud | Tessa Snoek     | Sofia Schilder   |
| Beloften mannen     | Bram Kras          | Jelle Koeleman  | Jochem Posthumus |
| Beloften vrouwen    | Maaike Koelewijn   | Mayke Vriesinga | Melissa Mooijman |

## Uitslag Top-divisie mannen[2]
| #      | Rijder               | Nationaliteit | Ploeg                             | Ronde | Punten |
| ------ | -------------------- | ------------- | --------------------------------- | ----- | ------ |
| Goud   | Bart Hoolwerf        | Nederland     | Team Reggeborgh                   | 125   | 25,1   |
| Zilver | Harm Visser          | Nederland     | Team Essent                       | 125   | 21     |
| Brons  | Bart Swings          | België        | OKAY/Interfarms                   | 125   | 18     |
| 4      | Luc ter Haar         | Nederland     | Bouwselect / De Haan Westerhoff   | 125   | 17     |
| 5      | Robert Post          | Nederland     | Team Essent                       | 125   | 16     |
| 6      | Christian Haasjes    | Nederland     | Bouwselect / De Haan Westerhoff   | 125   | 15     |
| 7      | Lars Woelders        | Nederland     | Sprog                             | 125   | 14     |
| 8      | Daan Gelling         | Nederland     | Royal A-ware                      | 125   | 13     |
| 9      | Christiaan Hoekstra  | Nederland     | Hamco / Motorama                  | 125   | 12     |
| 10     | Jorian ten Cate      | Nederland     | OKAY/Interfarms                   | 125   | 11     |
| 11     | Sjoerd den Hertog    | Nederland     | Royal A-ware                      | 125   | 10     |
| 12     | Homme Jan de Groot   | Nederland     | Team Essent                       | 125   | 9      |
| 13     | Stefan Wolffenbuttel | Nederland     | OKAY/Interfarms                   | 125   | 8      |
| 14     | Niels Immerzeel      | Nederland     | VGR Sport / Galesloot constructie | 125   | 7      |
| 15     | Axel Koopman         | Nederland     | VGR Sport / Galesloot constructie | 125   | 6      |
| 16     | Ruben Marinus        | Nederland     | Hamco / Motorama                  | 125   | 5      |
| 17     | Remco Stam           | Nederland     |                                   | 125   | 4      |
| 18     | Joram Verkerk        | Nederland     | VGR Sport / Galesloot constructie | 125   | 3      |
| 19     | Chiel Smit           | Nederland     | Team Essent                       | 125   | 2      |
| 20     | Jeroen Janissen      | Nederland     | OKAY/Interfarms                   | 125   | 1      |

125 ronden
1:06:21uur (gem. 31,8sec) 45,2km/h

### Standen na Marathon Cup 2
| Stand Marathon Cup | Stand Marathon Cup   | Stand Marathon Cup              | Stand Marathon Cup | Stand Marathon Cup |
| Nr.                | Naam                 | Ploeg                           | Nationaliteit      | Punten             |
| ------------------ | -------------------- | ------------------------------- | ------------------ | ------------------ |
| Goud               | Homme Jan de Groot   | Team Essent                     | Nederland          | 39,1               |
| Zilver             | Robert Post          | Team Essent                     | Nederland          | 31                 |
| Brons              | Luc ter Haar         | Bouwselect / De Haan Westerhoff | Nederland          | 30                 |
| 4                  | Stefan Wolffenbuttel | OKAY/Interfarms                 | Nederland          | 30                 |
| 5                  | Christiaan Hoekstra  | Hamco / Motorama                | Nederland          | 26                 |
| 6                  | Jordy van Workum     | Team Reggeborgh                 | Nederland          | 26                 |
| 7                  | Bart Hoolwerf        | Team Reggeborgh                 | Nederland          | 25,1               |
| 8                  | Christian Haasjes    | Bouwselect / De Haan Westerhoff | Nederland          | 24                 |
| 9                  | Lars Woelders        | Sprog                           | Nederland          | 24                 |
| 10                 | Harm Visser          | Team Essent                     | Nederland          | 23                 |

| Stand Jongerenklassement | Stand Jongerenklassement | Stand Jongerenklassement        | Stand Jongerenklassement | Stand Jongerenklassement |
| Nr.                      | Naam                     | Ploeg                           | Nationaliteit            | Punten                   |
| ------------------------ | ------------------------ | ------------------------------- | ------------------------ | ------------------------ |
| Goud                     | Christian Haasjes        | Bouwselect / De Haan Westerhoff | Nederland                | 24                       |
| Zilver                   | Lars Woelders            | Sprong                          | Nederland                | 24                       |
| Brons                    | Jorian ten Cate          | OKAY/Interfarms                 | Nederland                | 16                       |
| 4                        | Remco Stam               |                                 | Nederland                | 4                        |
| 5                        | Hylke de Boer            | Sprong                          | Nederland                | 3                        |

| Ploegenklassement | Ploegenklassement                | Ploegenklassement |
| Nr.               | Ploeg                            | Punten            |
| ----------------- | -------------------------------- | ----------------- |
| Goud              | Team Essent                      | 241               |
| Zilver            | OKAY/Interfarms                  | 215               |
| Brons             | Royal A-ware                     | 187               |
| 4                 | Bouwselect / De Haan Westerhoff  | 185               |
| 5                 | Team Reggeborgh                  | 184               |
| 6                 | VGR Sport / Galesloot constructi | 172               |
| 7                 | Sprong                           | 159               |
| 8                 | Hamco / Motorama                 | 118               |
| 9                 | Port of Amsterdam / SKITS        | 113               |
| 10                | A6.nl / KMC                      | 90                |

## Uitslag Top-divisie vrouwen[3]
| #      | Rijder                 | Nationaliteit | Ploeg                               | Ronde | Punten |
| ------ | ---------------------- | ------------- | ----------------------------------- | ----- | ------ |
| Goud   | Marijke Groenewoud     | Nederland     | Team Albert Heijn Zaanlander        | 80    | 35,1   |
| Zilver | Tessa Snoek            | Nederland     | VGR Sport / Vreugdenhil Dairy Foods | 80    | 31     |
| Brons  | Sofia Schilder         | Nederland     | Wokke Vastgoed                      | 80    | 28     |
| 4      | Esther Kiel            | Nederland     | Puur ICT-BTZ                        | 80    | 27     |
| 5      | Elsemieke van Maaren   | Nederland     | OKAY/Interfarms                     | 80    | 26     |
| 6      | Bente Kerkhoff         | Nederland     | Team Albert Heijn Zaanlander        | 80    | 25     |
| 7      | Nienke Smit            | Nederland     | OCRE                                | 80    | 24     |
| 8      | Sanne in 't Hof        | Nederland     |                                     | 80    | 23     |
| 9      | Maaike Verweij         | Nederland     | Team Albert Heijn Zaanlander        | 69    | 17     |
| 10     | Veerle van Koppen      | Nederland     | Puur ICT / BTZ                      | 69    | 16     |
| 11     | Brit Qualm             | Nederland     | VGR Sport / Vreugdenhil Dairy Foods | 69    | 15     |
| 12     | Arianna Pruisscher     | Nederland     | A6.nl / KMC                         | 69    | 14     |
| 13     | Janne Berkhout         | Nederland     | Turner                              | 63    | 8      |
| 14     | Jet Fransen            | Nederland     | Wokke Vastgoed                      | 63    | 7      |
| 15     | Sophie Kraaijeveld     | Nederland     | Turner                              | 63    | 6      |
| 16     | Loesanne van der Geest | Nederland     | Puur ICT-BTZ                        | 63    | 5      |
| 17     | Nikki Noordergraaf     | Nederland     | OKAY/Interfarms                     | 63    | 4      |
| 18     | Beau Wagemaker         | Nederland     | A6.nl / KMC                         | 63    | 3      |
| 19     | Paula Konijn           | Nederland     | OCRE                                | 63    | 2      |
| 20     | Esmée Brommer          | Nederland     | Wokke Vastgoed                      | 63    | 1      |

80 ronden
0:47:01uur (gem. 35,3sec) 40,8km/h

### Standen na Marathon Cup 2
| Stand Marathon Cup | Stand Marathon Cup   | Stand Marathon Cup | Stand Marathon Cup                  | Stand Marathon Cup |
| Nr.                | Naam                 | Nationaliteit      | Ploeg                               | Punten             |
| ------------------ | -------------------- | ------------------ | ----------------------------------- | ------------------ |
| Goud               | Marijke Groenewoud   | Nederland          | Team Albert Heijn Zaanlander        | 60,2               |
| Zilver             | Bente Kerkhoff       | Nederland          | Team Albert Heijn Zaanlander        | 46                 |
| Brons              | Esther Kiel          | Nederland          | Puur ICT-BTZ                        | 45                 |
| 4                  | Tessa Snoek          | Nederland          | VGR Sport / Vreugdenhil Dairy Foods | 44                 |
| 5                  | Sofia Schilder       | Nederland          | Wokke Vastgoed                      | 44                 |
| 6                  | Elsemieke van Maaren | Nederland          | OKAY/Interfarms                     | 43                 |
| 7                  | Maaike Verweij       | Nederland          | Team Albert Heijn Zaanlander        | 31                 |
| 8                  | Sanne in 't Hof      | Nederland          |                                     | 29                 |
| 9                  | Nienke Smit          | Nederland          | OCRE                                | 24                 |
| 10                 | Jet Fransen          | Nederland          | Wokke Vastgoed                      | 22                 |

| Stand jongerenklassement | Stand jongerenklassement | Stand jongerenklassement | Stand jongerenklassement     | Stand jongerenklassement |
| Nr.                      | Naam                     | Nationaliteit            | Ploeg                        | Punten                   |
| ------------------------ | ------------------------ | ------------------------ | ---------------------------- | ------------------------ |
| Goud                     | Bente Kerkhoff           | Nederland                | Team Albert Heijn Zaanlander | 46                       |
| Zilver                   | Sofia Schilder           | Nederland                | Wokke Vastgoed               | 44                       |
| Brons                    | Jet Fransen              | Nederland                | Wokke Vastgoed               | 22                       |
| 4                        | Veerle van Koppen        | Nederland                | Puur ICT-BTZ                 | 16                       |
| 5                        | Sophie Kraaijeveld       | Nederland                | Turner                       | 16                       |
| 6                        | Evelien Vijn             | Nederland                | Puur ICT-BTZ                 | 12                       |
| 7                        | Esmée Brommer            | Nederland                | Wokke Vastgoed               | 9                        |
| 8                        | Janne Berkhout           | Nederland                | Turner                       | 8                        |
| 9                        | Nikki Noordergraaf       | Nederland                | OKAY/Interfarms              | 4                        |
| 10                       | Merel Conijn             | Nederland                | Team Albert Heijn Zaanlander | 4                        |

| Stand ploegenklassement | Stand ploegenklassement             | Stand ploegenklassement |
| Nr.                     | Ploeg                               | Punten                  |
| ----------------------- | ----------------------------------- | ----------------------- |
| Goud                    | Team Albert Heijn Zaanlander        | 265                     |
| Zilver                  | Wokke Vastgoed                      | 211                     |
| Brons                   | VGR Sport / Vreugdenhil Dairy Foods | 203                     |
| 4                       | Puur ICT-BTZ                        | 177                     |
| 5                       | OCRE                                | 138                     |
| 6                       | Turner                              | 131                     |
| 7                       | A6.nl / KMC                         | 119                     |
| 8                       | OKAY/Interfarms                     | 110                     |
| 9                       | Skadi / P&G Safety / Mark Boum      | 73                      |
| 10                      | Fortune Coffee                      | 72                      |

## Uitslag beloften mannen[4]
| #      | Rijder               | Nationaliteit | Ploeg                                  | Ronde | Punten |
| ------ | -------------------- | ------------- | -------------------------------------- | ----- | ------ |
| Goud   | Bram Kras            | Nederland     | Douma Staal                            | 100   | 25,1   |
| Zilver | Jelle Koeleman       | Nederland     | OKAY/Interfarms                        | 100   | 21     |
| Brons  | Jochem Posthumus     | Nederland     | Speelman / Exclusief Vastgoedbeheer    | 100   | 18     |
| 4      | Tom den Heijer       | Nederland     | OKAY/Interfarms                        | 100   | 17     |
| 5      | Joël Haasjes         | Nederland     | Arbeidsrecht de Graaf                  | 100   | 16     |
| 6      | Chris de Velde       | Nederland     | Royal A-ware                           | 100   | 15     |
| 7      | Joost de Jong        | Nederland     | Bouwselect / De Haan Westerhoff        | 100   | 14     |
| 8      | Ruben Verkerk        | Nederland     | Ormer ICT                              | 100   | 13     |
| 9      | Nino van Dijk        | Nederland     | Traumeel Gel                           | 100   | 12     |
| 10     | Jasper van der Marel | Nederland     | Spieren voor Spieren / Douna Machinery | 100   | 11     |
| 11     | Ewout Beijeman       | Nederland     | Drenergie                              | 100   | 10     |
| 12     | Simon de Smit        | Nederland     | Vector                                 | 100   | 9      |
| 13     | Kevin van der Horst  | Nederland     | Royal A-ware                           | 100   | 8      |
| 14     | Mathijs van Zwieten  | Nederland     | Douma Staal                            | 100   | 7      |
| 15     | Daan Berkhout        | Nederland     | Team Reggeborgh                        | 100   | 6      |
| 16     | Luke Kooij           | Nederland     | Langhout Beton & PCO Infra             | 100   | 5      |
| 17     | Matthé Pronk         | Nederland     | OKAY/Interfarms                        | 100   | 4      |
| 18     | Chris Berkhout       | Nederland     | Team Reggeborgh                        | 100   | 3      |
| 19     | Sille Hut            | Nederland     |                                        | 100   | 2      |
| 20     | Jitse Wiersma        | Nederland     | Speelman / Exclusief Vastgoedbeheer    | 100   | 1      |

100 ronden

## Uitslag Top-divisie vrouwen[5]
| #      | Rijder                | Nationaliteit | Ploeg                                        | Ronde | Punten |
| ------ | --------------------- | ------------- | -------------------------------------------- | ----- | ------ |
| Goud   | Maaike Koelewijn      | Nederland     | Fortune Coffee                               | 60    | 30,1   |
| Zilver | Mayke Vriesinga       | Nederland     | Boltrics                                     | 60    | 26     |
| Brons  | Melissa Mooijman      | Nederland     | Wokke Vastgoed                               | 60    | 23     |
| 4      | Amber van der Meijden | Nederland     | KNSB Inline Selectie                         | 60    | 22     |
| 5      | Iris Tiben            | Nederland     | Wokke Vastgoed                               | 60    | 21     |
| 6      | Tijn Borst            | Nederland     | Victron Energy                               | 60    | 20     |
| 7      | Emma Noz              | Nederland     | Leontienhuis                                 | 60    | 19     |
| 8      | Britt van Wees        | Nederland     | Wokke Vastgoed                               | 60    | 18     |
| 9      | Jolanda Langeland     | Nederland     | Speelman / Exclusief Vastgoedbeheer          | 60    | 17     |
| 10     | Lianne van Gameren    | Nederland     | Skadi / P&G Safety / Mark Bouman Grondwerken | 60    | 16     |
| 11     | Rienke Boonstra       | Nederland     | Leontienhuis                                 | 60    | 15     |
| 12     | Bianca van der Meer   | Nederland     |                                              | 60    | 14     |
| 13     | Sterre Kuijs          | Nederland     | OCRE                                         | 60    | 13     |
| 14     | Iza Stekelenburg      | Nederland     | OCRE                                         | 60    | 12     |
| 15     | Marchien Goldhoorn    | Nederland     | Tour de Boer                                 | 60    | 11     |
| 16     | Randi Dekker          | Nederland     | Mijnten Schaats- Skeelersport                | 60    | 5      |
| 17     | Renée Schipper        | Nederland     | Vector                                       | 60    | 4      |
| 18     | Donna Pronk           | Nederland     | Forte D team                                 | 60    | 3      |
| 19     | Elbrich Nicolay       | Nederland     | Victron Energy                               | 60    | 2      |
| 20     | Thirza Gorkink        | Nederland     | Husqvarna / Praktijk Centrum Bomen           | 60    | 1      |

60 ronden
0:53:38uur (gem. 32,2sec) 44,7km/h

### Snelste wedstrijdgemiddelde
| Klasse              | Snelste gemiddelde      | Tijd     | Ronden | Schaatsster        | Nationaliteit | Ploeg                        |
| ------------------- | ----------------------- | -------- | ------ | ------------------ | ------------- | ---------------------------- |
| Top-divisie Mannen  | 45,2km/h (gem. 31,8sec) | 01:06:21 | 125    | Bart Hoolwerf      | Nederland     | Team Reggeborgh              |
| Top-divisie Vrouwen | 40,8km/h (gem. 35,3sec) | 00:47:01 | 80     | Marijke Groenewoud | Nederland     | Team Albert Heijn Zaanlander |
| Beloften Mannen     | 44,7km/h (gem. 32,2sec) | 00:53:38 | 100    | Bram Kras          | Nederland     | Wokke Vastgoed               |
| Beloften Vrouwen    | 40,8km/h (gem. 35,3sec) | 00:47:01 | 60     | Maaike Koelewijn   | Nederland     | Fortune Coffee               |

Marathon Cup 1 · 
Marathon Cup 2 · 
Marathon Cup 3 ·
Marathon Cup 4 · 
Marathon Cup 5 · 
Marathon Cup 6 · 
Marathon Cup 7 · 
Marathon Cup 8 · 
De Vier van Noord-Holland 1 · 
De Vier van Noord-Holland 2 · 
De Vier van Noord-Holland 3 · 
De Vier van Noord-Holland 4 · 
Marathon Cup 9 · 
NK kunstijs · 
Marathon Cup 10 · 
Marathon Cup 11 · 
Marathon Cup 12 · 
Marathon Cup 13 · 
Grand Prix 1 · 
Open NK natuurijs · 
Grand Prix 2 · 
Grand Prix 3 · Marathon Cup 14 · 
Marathon Cup 15 · 
Grand Prix 4 · 
Grand Prix 5 · 
Grand Prix 6 ·  
Marathon Cup 16  · 
Klassementen: KNSB Cup ·
Jongeren · 
Ploegen ·
Grand Prix ·
Club-assistent Brabantcup ·
De Vier van Noord-Holland
Lijst van schaatsmarathonrijders 2024/2025